# Ceratozetes antarcticus
Ceratozetes antarcticus är en kvalsterart som först beskrevs av Michael 1895.  Ceratozetes antarcticus ingår i släktet Ceratozetes och familjen Ceratozetidae.

## Underarter
Arten delas in i följande underarter:
- C. a. antarcticus
- C. a. major